# John Aizlewood
Pour les articles homonymes, voir Aizlewood.
John Aizlewood (4 janvier 1895 - 18 mai 1990) est un militaire britannique.

## Biographie
Le général de division honoraire John Aldam Aizlewood  est nommé sous-lieutenant de cavalerie au 4th Royal Irish Dragoon Guards [1685-1922] le 12 août 1914 à la sortie de l'Académie militaire royale de Sandhurst.
Il combat sur le front occidental pendant la Grande guerre. Lieutenant, il reçoit deux fois la Military Cross (18/01/18 puis 22/06/18).
Capitaine en octobre 1922. Détaché en Inde de 1927 à 1931. Commandant en mai 1932 au 4/7 Royal Dragoon Guards (amalgame en 1922 du 4th Royal Irish Dragoon Guards et du 7th Dragoon Guards).
Lieutenant-colonel en mai 1936. Colonel le 1er août 1939.
Général de brigade à titre temporaire, il commande la 3e Brigade indienne de cavalerie de Meerut en 1939-40.
Commandant en chef de la 2e Brigade légère blindée indienne en 1940-41 et chef de la Hazelforce pendant les opérations de l'invasion anglo-soviétique de l'Iran en août 1941.
Cette force d’intervention a pour objectif de couper la retraite des armées iraniennes après le débarquement des forces alliées à Abadan. Aizlewood reçoit une citation le 14/01/43.
Commandant de la 252e Brigade blindée indienne (1941-42).
Commandant de la 30e Brigade blindée (1942).
Avec rang de général de division, il commande la 42e Division blindée (1942-43).
Commandant en chef du District d'Essex et Suffolk (1943-44).
Général de division à titre temporaire le 12 décembre 1943, il est commandant en chef de l’Eastern Command en 1943-44.
Colonel, il part en retraite le 9 mai 1945 avec le grade de général de division honoraire.
Colonel honoraire du 4/7 Royal Dragoon Guards (fusion en 1922 du 4th Royal Irish Dragoon Guards et du 7th Dragoon Guards) de 1948 à 1958.

## Sources
- (en) Biographie sur le site du King's College de Londres, Liddell Hart Centre for Military Archives
- (en) Biographie détaillant ses titres de guerre
- (en) Deux portraits en uniforme en 1946
- (en) La London Gazette, le journal officiel britannique pour les dates des nominations et décorations du général Aizlewood
- Au cœur de l’action clandestine. Des Commandos au MI6 du Colonel David Smiley, L’Esprit du Livre Éditions, 2008. Traduction de (en) Irregular Regular, Michael Russell, Norwich, 1994. Les mémoires d'un officier des Royal Horse Guards, officier du SOE en Albanie, du SOE en Asie du Sud-Est puis MI6. Le chapitre V est consacré à la campagne d'Iran de 1941. Aizlewood y est cité.